# Walter Gómez
Walter Gómez (* 12. Dezember 1927 in La Unión, Montevideo; † 4. März 2004 in Vicente López, Argentinien) war ein uruguayischer Fußballspieler.

## Karriere

### Verein
Gómez spielte von 1941 bis 1942 bei Sol de América und 1943 für Unión de Montevideo. Er begann seine Profikarriere bei Central. Von dort wechselte er 1946 zu Nacional Montevideo, wo er mit seinen Mannschaftskameraden 1946 und 1947 jeweils die uruguayische Meisterschaft gewann. 1950 führte ihn sein Weg ins Nachbarland Argentinien und schloss sich River Plate an. Dort debütierte er am 2. April 1950 in der argentinischen Primera División. Dreimal, in den Jahren 1952, 1953 und 1955, wurde er auch dort Meister mit seinem Team. Danach wechselte er 1956 für drei Jahre nach Italien zum sizilianischen Verein US Palermo. 1959 kehrte er aber wieder in sein Heimatland zurück. Mit Nacional Montevideo bestritt er die Saison 1959 und stand auch im Meisterschaftsendspiel am 20. März 1960, das die „Bolsos“ verloren, noch für die Montevideaner auf dem Platz. Er zog anschließend weiter nach Kolumbien und schließlich Venezuela. Dort gelang ihm bei seiner letzten Station im Rahmen seiner fußballerischen Laufbahn als Spieler von Deportivo Galicia mit der venezolanischen Meisterschaft 1964 ein weiterer Titelgewinn.

### Nationalmannschaft
Der Stürmer war auch Mitglied der uruguayischen Fußballnationalmannschaft, mit der er an der Copa América 1946 teilnahm und für die er insgesamt zwischen 1945 und 1946 vier Länderspiele (kein Tor) absolvierte.